# Ganjnameh
Ganj Nameh (en persan گنج‌نامه, littéralement "inscription du trésor") est une inscription antique, à 10 km de Hamadan, sur les flancs de Monts Alvand en Iran.

## Description
L'inscription, qui a été gravée dans le granite, est composée de deux sections. L'une (sur la gauche), a été commandée par Darius Ier (512-485 av. J.-C.) et l'autre (sur la droite) a été commandée par Xerxès Ier (485-465 av. J.-C.). Les deux sections, qui ont été gravées dans les 3 langues anciennes suivantes : néo-Élamite, babylonien et vieux perse, commencent par une prière au Dieu Ahura Mazda et décrivent les lignées et les accomplissements des rois mentionnés.
Le texte en babylonien est écrit au centre sur les deux tablettes et est moins large que le texte en vieux-persan; le texte en élamite se trouve sur le côté droit sur les deux tablettes, et sa largeur est inférieure à celle du texte babylonien. La tablette de gauche est taillée légèrement plus haut dans la roche, c'est celle de Darius Ier, la tablette de droite est située légèrement plus bas, c'est celle de Xerxès. Chacun des trois textes sur chacune des deux tablettes se compose de vingt lignes; le sujet des deux inscriptions dans les trois textes est similaire sauf en ce qui concerne le nom du roi. Le tout est écrit en caractères cunéiformes.

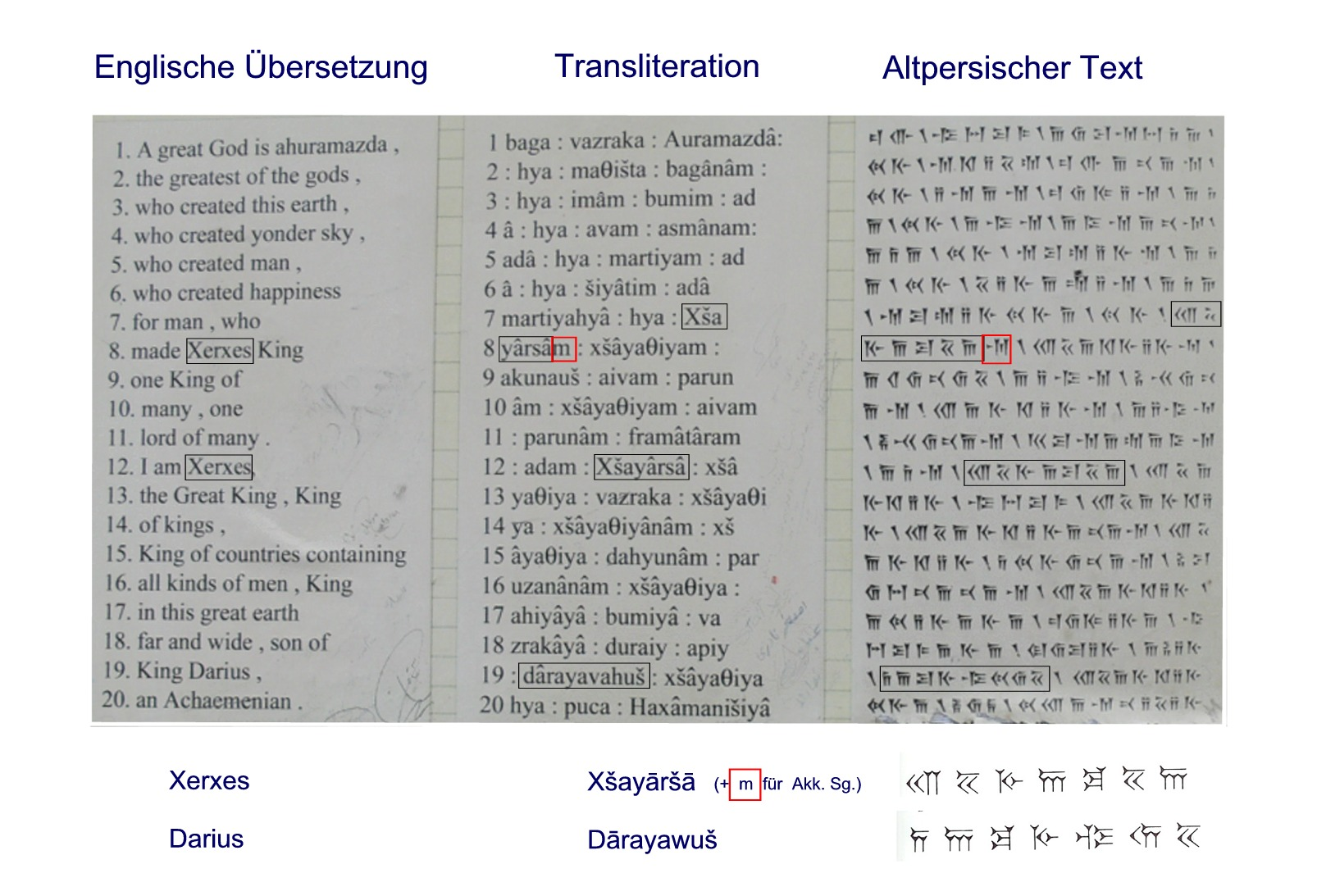
Texte et traduction

Les trous à distance régulière sur les bords extérieurs des tableaux creusés dans la pierre semblent indiquer qu'il existait des portes et des couvercles en métal destinés à protéger les inscriptions du vent et de pluie,.

## Signification
Avant le déchiffrement des textes cunéiformes de Ganjnameh, ils étaient considérés comme des inscriptions contenant une probable référence à un trésor caché ou à la commémoration d'une guerre. Le chercheur français Eugène Flandin, qui a voyagé en Iran avec Pascal Coste dans la première moitié du XIXe siècle a esquissé le premier ce canyon montagneux. Il a noté l'existence des champs d'inscriptions en caractères cunéiformes.

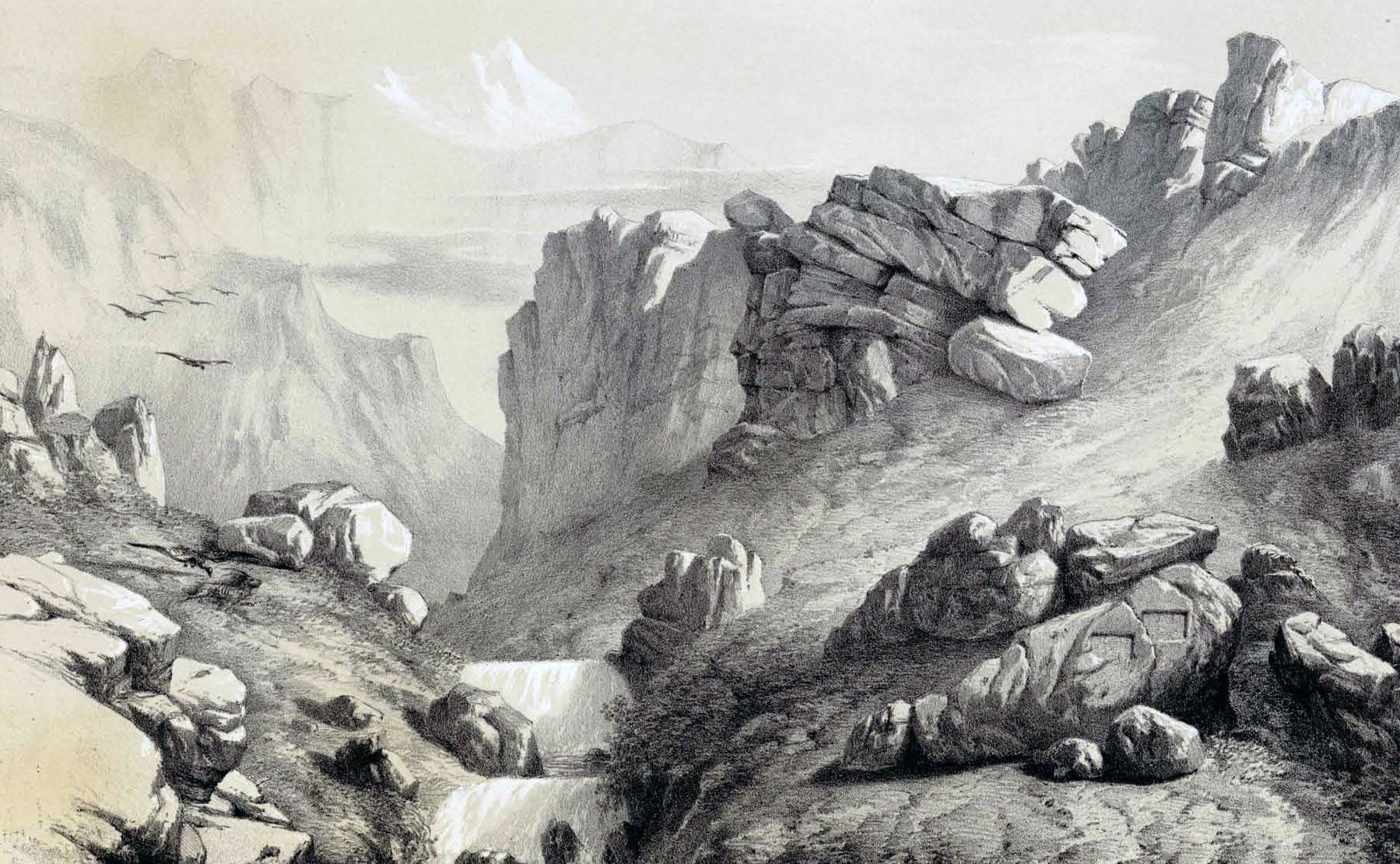
Ganjnameh par Eugène Flandin

L'assyriologue britannique Henry Creswicke Rawlinson, qui a contribué de manière décisive au déchiffrement de l'écriture cunéiforme, connaissait et utilisait ces inscriptions. Selon lui, elles ont été créées à l'occasion de l'un des voyages que chacun des deux monarques effectuait chaque année entre Ecbatane et Babylone.

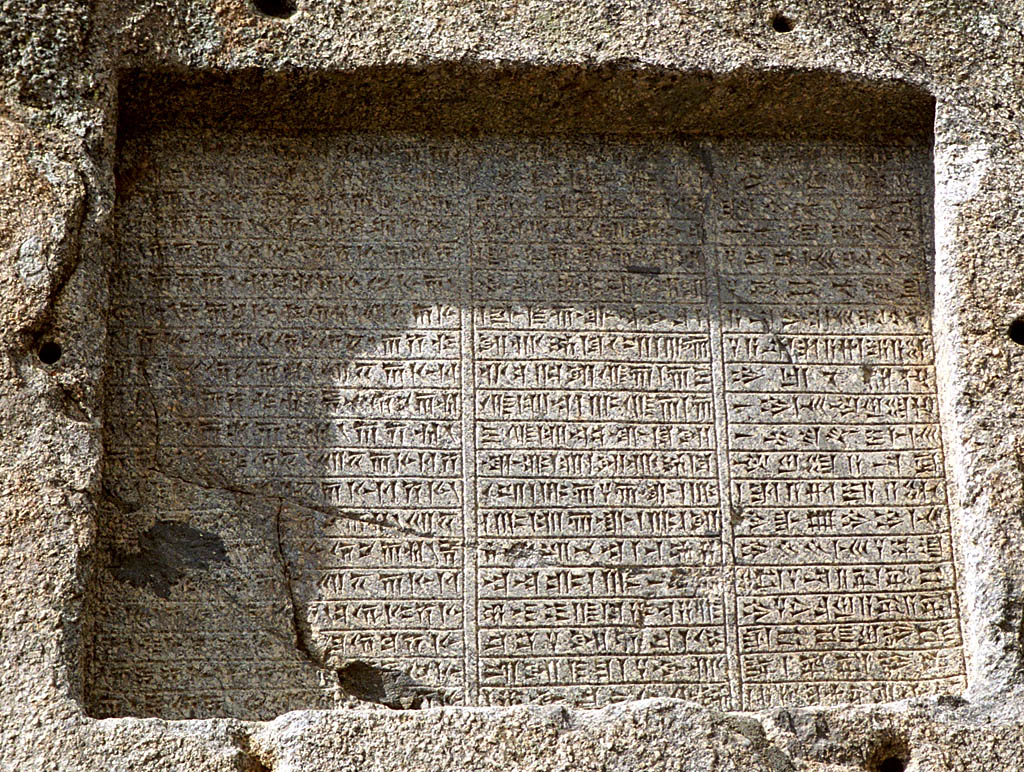
Inscription de Darius Ier
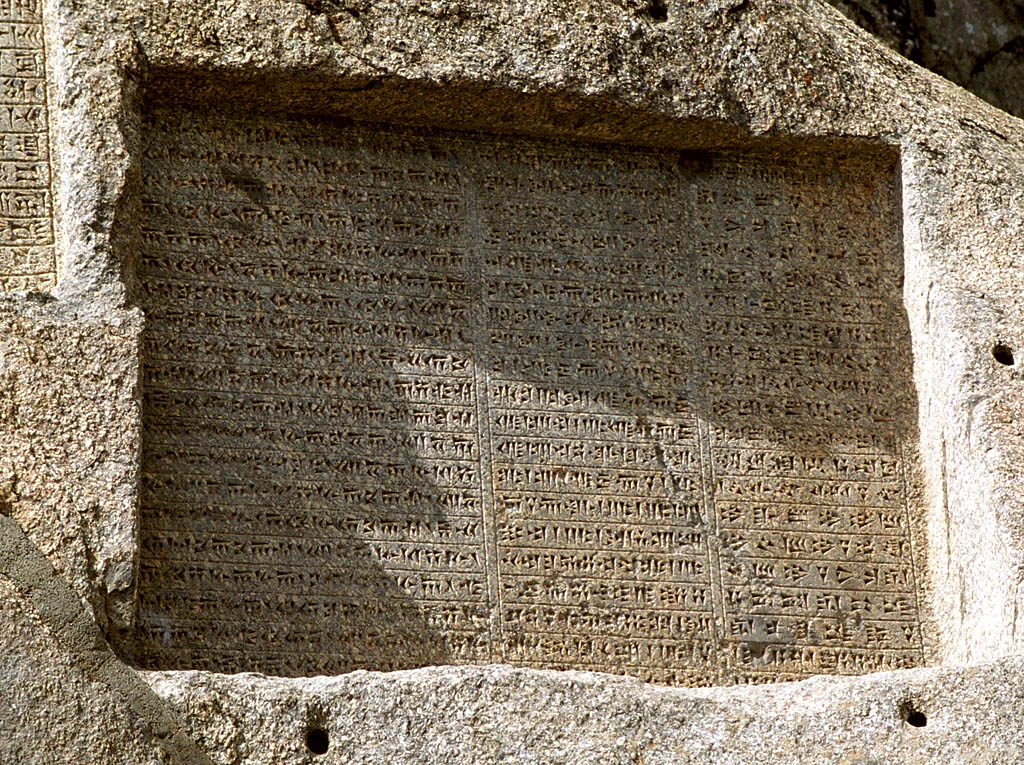
Inscription de Xerxès Ier